# تولفا
 تولفا (بالإيطالية: Tolfa) مدينة في إيطاليا، تقع في منطقة لاتسيو، تابعة للمركز الإداري في روما. ويبلغ عدد سكانها 5.236 نسمة، مقسمة إلى مساحة سطح 168،27 كيلومتر مربع.

## السكان
في سنة 1871 بلغ عدد السكان 2٬654 نسمة، وتطور العدد ليصل في سنة 2011 لـ 5٬147 نسمة.
يظهر هذا المخطط البياني تطور النمو السكاني لـ تولفا

## توأمة
لتولفا اتفاقيات توأمة مع كل من:
- Dingle [الإنجليزية]‏
- عين سالم [الإنجليزية]‏
- شلوبينية

## روابط خارجية
- http://www.archeoetruria.altervista.org/